# NGC 713
NGC 713 est une galaxie spirale située dans la constellation de la Baleine. NGC 713 a été découverte par l'astronome américain Francis Leavenworth en 1886.

## Caractéristiques
Sa vitesse par rapport au fond diffus cosmologique est de 4 935 ± 19 km/s, ce qui correspond à une distance de Hubble de 72,8 ± 5,1 Mpc (∼237 millions d'al).